# Бройнлих, Эрих
Эрих Эрнст Эмиль Бройнлих (нем. Erich Ernst Emil Bräunlich; 15 сентября 1892, Гамбург — 19 сентября 1945, Вршац) — немецкий востоковед и филолог; профессор в университетах Лейпцига, Грайфсвальда и Кенигсберга; декан отделения филологии на философском факультете Лейпцигского университета (1937—1939); умер в концентрационном лагере югославского правительства.

## Биография
Эрих Эрнст Эмиль Бройнлих родился 15 сентября 1892 года в Гамбурге. В 1911 году он начал изучать семитскую филологию и этнологию в Галле, Лейпциге и Вене. Через четыре года он закончил обучение и в 1920 году в Лейпциге защитил диссертацию по древней Аравии («The Well in Ancient Arabia») — стал кандидатом наук. Двумя годами позже он достиг звания доктора наук, защитив диссертацию по доисламскому периоду Аравийского полуострова («Bisţām ibn Qais, ein vorislamischer Beduinenfürst und Held») — в том же году был принят на философский факультет в качестве приват-доцента.
В следующем, 1923, году Бройнлих перешел в университет Грайфсвальда в качестве приват-доцента по восточной филологии. В данном ВУЗе в 1925 году он стал экстраординарным профессором. В 1930 году Эрих Бройнлих стал полным профессором в Кенигсбергском университете. В следующем году он вернулся в Лейпцигский университет на должность профессора; здесь, с 1937 по 1939 год, он являлся также и деканом отделения филологии на философском факультете. 11 ноября 1933 года Бройнлих был среди более 900 ученых и преподавателей немецких университетов и вузов, подписавших «Заявление профессоров о поддержке Адольфа Гитлера и национал-социалистического государства».
Эрих Бройнлих оставался профессором до своей смерти, в возрасте 53-х лет, в концентрационном лагере югославского правительства в Воеводине в сентябре 1945 года. Кроме того он работал в Фонде Макса фон Оппенгейма по восточной тематике; однако, его основной областью исследований была арабская поэзия и лексикография. Совместно с другим немецким востоковедои — Августом Фишером (1865—1949) — он также издавал научный журнал по языкам, истории и культуре исламских народов «Islamica — Zeitschrift für die Erforschung der Sprachen, der Geschichte und der Kulturen der islamischen Völker». С ноября 1936 года Эрих Эрнст Эмиль Бройнлих являлся членом Саксонской академии наук.

## Работы
- Bisţām ibn Qais, ein vorislamischer Beduinenfürst und Held (Leipzig, 1923)
- The well in ancient Arabia (Leipzig, 1925)
- Zwei türkische Weltkarten aus dem Zeitalter der großen Entdeckungen (Leipzig, 1937)
- Совместно с August Fischer: Schawähid-Indices — Indices der Reimwörter und die Dichter der in der arabischen Schwähid-Kommentaren und in verwandten Werken erläuterten Belegverse (Leipzig, 1934)